# Edward Berger
Edward Berger (Wolfsburg, 6 marzo 1970) è un regista, sceneggiatore e produttore cinematografico austriaco con cittadinanza svizzera.

## Biografia
Nato in Germania, detiene la cittadinanza svizzera in quanto sua madre è svizzera. Ha frequentato la Hochschule für Bildende Künste Braunschweig dal 1990 al 1991 e poi si è trasferito alla Tisch School of the Arts alla Università di New York, dove ha terminato i suoi studi sulla regia nel 1994. Alla NYU ha creato numerosi cortometraggi che sono stati proiettati a molti festival internazionali di cinema. Ha raccolto le sue prime esperienze lavorative alla compagnia di produzioni indipendenti statunitense Good Machine, lavorando anche sui film di Ang Lee e Todd Haynes. Inoltre Edward Berger ha tenuto lezioni e seminari alla Columbia University, all'Universität der Künste Berlin e alla Filmuniversität Babelsberg Konrad Wolf.
Edward Berger vive a Berlino dal 1997. Il suo primo film basato sulla sua propria sceneggiatura è stato Gomez. Ha anche lavorato come sceneggiatore e regista ad alcuni episodi della serie televisiva KDD – Kriminaldauerdienst. Oltre alle produzioni televisive, per le quali Edward Berger frequentemente ha scritto le sceneggiature, ha anche diretto dei film. Nel 2012 il suo film Ein guter Sommer venne premiato al Premio Adolf Grimme. Il suo film Jack è stato selezionato al Festival di Berlino 2014 ed è stato premiato con l'argento al miglior lungometraggio al Deutscher Filmpreis 2015. Dall'agosto 2014 Berger ha diretto i primi cinque episodi della miniserie televisiva Deutschland 83 per UFA Fiction che è stata presentata in anteprima al Festival di Berlino 2015 nella sezione "Berlinale Special".
Nel 2018 produce e dirige tre episodi della serie televisiva The Terror e dirige la miniserie televisiva in cinque parti Patrick Melrose; per quest'ultimo lavoro ottiene una candidatura al Premio Emmy nella sezione miglior regia per un film, miniserie o speciale drammatico. Il suo lungometraggio All My Loving è stato presentato in anteprima al Festival internazionale del cinema di Berlino nella sezione Panorama.
Nel 2022 Berger è il co-sceneggiatore e il regista del film di produzione Netflix Niente di nuovo sul fronte occidentale (Im Westen nichts Neues), un nuovo adattamento cinematografico dell'omonimo romanzo di Erich Maria Remarque. All'inizio del 2023 il film riceve nove candidature totali ai premi Oscar, tra le quali la candidatura al miglior film e alla miglior sceneggiatura non originale, aggiudicandosi il premio di miglior film internazionale, miglior fotografia (James Friend), miglior scenografia (Christian Goldbeck ed Ernestine Hipper) e miglior colonna sonora originale (Volker Bertelmann). Inoltre per lo stesso film Berger si è aggiudicato un BAFTA al miglior regista e un BAFTA alla migliore sceneggiatura non originale.
Nel 2024 Berger ha diretto il thriller Conclave con Ralph Fiennes, Stanley Tucci, John Lithgow, Sergio Castellitto e Isabella Rossellini. L'adattamento cinematografico, basato sull'omonimo romanzo di Robert Harris, ha ricevuto sei candidature ai Golden Globe 2025, compresa una candidatura come miglior regista a Edward Berger.

## Vita privata
Berger è sposato con l'attrice Nele Mueller-Stöfen e vive con i loro due figli a Berlino.

## Filmografia parziale

### Regista

#### Cinema
- Gomez - Kopf oder Zahl (1998)
- Jack (2014)
- All My Loving (2019)
- Niente di nuovo sul fronte occidentale (Im Westen nichts Neues) (2022)
- Conclave (2024)
- La ballata di un piccolo giocatore (The Ballad of a Small Player) (2025)

#### Televisione
- Bloch – serie TV, episodio 1x06 (2004)
- Unter Verdacht – serie TV, episodio 1x06 (2005)
- Tatort – serie TV, 2 episodi (2006-2013)
- KDD – Kriminaldauerdienst – serie TV, 3 episodi (2008)
- Polizeiruf 110 – serie TV, episodio 39x05 (2010)
- Deutschland 83 – miniserie TV, 5 episodi (2015)
- The Terror – serie TV, 3 episodi (2018)
- Patrick Melrose – miniserie TV, 5 episodi (2018)
- Your Honor – serie TV, 3 episodi (2020)

### Sceneggiatore

#### Cinema
- Gomez - Kopf oder Zahl (1998)
- Jack (2014)
- All My Loving (2019)
- Niente di nuovo sul fronte occidentale (Im Westen nichts Neues) (2022)

#### Televisione
- Unter Verdacht – serie TV, 2 episodi (2005-2006)
- KDD – Kriminaldauerdienst – serie TV, 2 episodi (2008)
- Polizeiruf 110 – serie TV, episodio 39x05 (2010)
- Eden – miniserie TV, 6 episodi (2019) – anche ideatore

### Produttore
- Niente di nuovo sul fronte occidentale (Im Westen nichts Neues), regia di Edward Berger (2022)
- Conclave, regia di Edward Berger (2024) - produttore esecutivo
- La ballata di un piccolo giocatore (The Ballad of a Small Player), regia di Edward Berger (2025)

## Riconoscimenti
- Premio Oscar
  - 2023 - Candidatura alla migliore sceneggiatura non originale per Niente di nuovo sul fronte occidentale
  - 2023 - Miglior film internazionale per Niente di nuovo sul fronte occidentale
- BAFTA
  - 2023 - Miglior regista per Niente di nuovo sul fronte occidentale
  - 2023 - Miglior sceneggiatura non originale per Niente di nuovo sul fronte occidentale
  - 2023 - Miglior film in lingua straniera per Niente di nuovo sul fronte occidentale